# محمود إبراهيم الحايكي
محمود إبراهيم الحايكي (ولد في 9 أبريل 1998 في المحرق، البحرين) لاعب كرة قدم بحريني يجيد اللعب في مركز الجناح الأيمن وبدرجة أقل الجناح الأيسر. يلعب حاليا لصالح الحالة البحريني منذ 2022.